# Домашний чемпионат Великобритании 1948/1949
Домашний чемпионат Великобритании 1948/49 (англ. 1948–49 British Home Championship) — пятьдесят четвёртый розыгрыш Домашнего чемпионата, футбольного турнира с участием сборных четырёх стран Великобритании (Англии, Шотландии, Уэльса и Ирландии). Победу в турнире в одержала сборная Шотландии.
Это был последний розыгрыш Домашнего чемпионата до участия сборных «домашних наций» (Англии, Шотландии, Уэльса и Северной Ирландии) в Кубке мира ФИФА.
Турнир начался 9 октября 1948 года в Белфасте, когда сборная Ирландии была разгромлена сборной Англии со счётом 2:6. 23 октября Уэльс в Кардиффе проиграл Шотландии со счётом 1:3. В ноябре Англия в Бирмингеме с минимальным счётом обыграла Уэльс, а Шотландия победила Ирландию со счётом 3:2. В марте 1949 года сборная Ирландии в Белфасте проиграла сборной Уэльса по счётом 0:2, а в решающем матче в апреле Англия в Лондоне уступила Шотландии со счётом 1:3, в результате чего шотландцы выиграли титул.

## Турнирная таблица
| Поз | Команда       | И | В | Н | П | МЗ | МП | РМ | О |
| --- | ------------- | - | - | - | - | -- | -- | -- | - |
| 1   | Шотландия (Ч) | 3 | 3 | 0 | 0 | 9  | 4  | +5 | 6 |
| 2   | Англия        | 3 | 2 | 0 | 1 | 8  | 5  | +3 | 4 |
| 3   | Уэльс         | 3 | 1 | 0 | 2 | 3  | 4  | −1 | 2 |
| 4   | Ирландия      | 3 | 0 | 0 | 3 | 4  | 11 | −7 | 0 |

## Результаты матчей
| Ирландия     | 2:6     | Англия                                                          |
| ------------ | ------- | --------------------------------------------------------------- |
| Уолш 50′ 90′ | (отчёт) | - Мэтьюз 27′ - Мортенсен 63′ 68′ 77′ - Милберн 65′ - Пирсон 79′ |

| Уэльс     | 1:3     | Шотландия                    |
| --------- | ------- | ---------------------------- |
| Джонс 25′ | (отчёт) | - Хауи 15′ - Уодделл 27′ 43′ |

| Англия    | 1:0     | Уэльс |
| --------- | ------- | ----- |
| Финни 39′ | (отчёт) |       |

| Шотландия                        | 3:2     | Ирландия   |
| -------------------------------- | ------- | ---------- |
| - Хоулистон 29′ 89′ - Мейсон 73′ | (отчёт) | Уолш 1′ 5′ |

| Ирландия | 0:2     | Уэльс                    |
| -------- | ------- | ------------------------ |
|          | (отчёт) | - Эдвардс 25′ - Форд 83′ |

| Англия      | 1:3     | Шотландия                            |
| ----------- | ------- | ------------------------------------ |
| Милберн 75′ | (отчёт) | - Мейсон 29′ - Стил 52′ - Райлли 61′ |

## Победитель
| Победитель Домашнего чемпионата 1948/49 |
| Шотландия Двадцать восьмой титул        |

## Бомбардиры
- 4 гола
  -  Дейви Уолш[англ.]

- 3 гола
  -  Стэн Мортенсен

- 2 гола
  -  Джеки Милберн
  -  Джимми Мейсон[англ.]
  -  Уильям Уодделл
  -  Билли Хоулистон[англ.]